# Diplous
Diplous is een geslacht van kevers uit de familie van de loopkevers (Carabidae). De wetenschappelijke naam van het geslacht is voor het eerst geldig gepubliceerd in 1850 door Motschulsky.

## Soorten
Het geslacht Diplous omvat de volgende soorten:
- Diplous aterrimus (Dejean, 1828)
- Diplous californicus (Motschulsky, 1859)
- Diplous davidis Fairmaire, 1891
- Diplous depressus (Gebler, 1829)
- Diplous dolini Zamotajlov, 2005
- Diplous filicornis (Casey, 1918)
- Diplous gansuensis Jedlicka, 1932
- Diplous giacomazzoi Zamotajlov et Sciaky, 1996
- Diplous grummi Zamotajlov et Kryzhanovskij, 1990
- Diplous jedlickai Zamotajlov, 1996
- Diplous julonshanensis Zamotajlov, 1993
- Diplous nortoni Andrewes, 1930
- Diplous petrogorbatschevi Zamotajlov, 1996
- Diplous przewalskii Semenov, 1889
- Diplous rugicollis (Randall, 1838)
- Diplous sciakyi Zamotajlov, 1996
- Diplous sibiricus (Motschulsky, 1844)
- Diplous sterbai Jedlicka, 1932
- Diplous szetschuanus Jedlicka, 1932
- Diplous tonggulensis Zamotajlov et Sciaky, 1996
- Diplous wrasei Zamotajlov et Sciaky, 1996
- Diplous wulanensis Zamotajlov, 1998
- Diplous yunnanus Jedlicka, 1932